# 北道派
北道派，是佛教部派之一，在南傳《論事》的覺音註釋中，將一些觀點指出為這個部派所執。它是印度北道的佛教部派，其起源不詳，歷來有許多說法，有來自大眾部，或上座部等不同的傳說。北道派曾提出許多創新的見解，例如在家阿羅漢、真如等，這些見解有許多成為大乘佛教的教義。

## 學說
北道派主張諸法的如性（tathatā）即自性屬無為法，在學術界中把它認定為最早提出真如學說的學派，印順法師進而解說為北道派主張「現在實有而是無為」。

## 學術研究
印順法師認為，北道派可能就是《部執異論》中提到的北山住部。但是北山住部的梵文名為Uttaraśaila，與北道派不同。